# 푸로무시카에

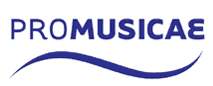

푸로무시카에(스페인어: Productores de Música de España, PROMUSICAE)는 스페인의 음반 산업을 대표하는 업계 단체이다. IFPI (국제 레코드 비디오 제작자 연맹) 스페인 지부에 해당한다.

## 같이 보기
- 국제 음반 산업 협회